# Военно-морские силы и Морская полиция Кипра
Республика Кипр располагает двумя различными военно-морскими подразделениями — Командованием ВМС Национальной гвардии  и Портовой и Морской полицией Кипра (Береговая охрана). Оба подразделения располагают боевыми единицами, но выполняют различные миссии. Если Командование ВМС находится в непосредственном подчинении Министерства обороны, то Морская и Портовая полиция — в ведении Полицейского управления.

## Военно-морские силы Кипра
Основной задачей военно-морских сил Кипра является защита целостности и неприкосновенности территориальных вод Республики Кипр.
Организационно все подразделения и вспомогательные части ВМС подчинены Военно-морскому командованию Национальной Гвардии Кипра. Структурно оно в себя включает:
- Командование боевых кораблей (флот)
- Командование береговых батарей (береговая артиллерия)
- Командование подводных разрушений (боевые пловцы)
- Командование берегового наблюдения (РЛС)
- Командование военно-морской базы

### Состав ВМС Кипра (по состоянию на 2008 г.)[3]
| Страна постройки | Тип              | Класс            | Наименование        | Бортовой номер | Примечания       |
| ---------------- | ---------------- | ---------------- | ------------------- | -------------- | ---------------- |
| Франция          | Сторожевой катер | Type 32L Esterel | Саламис             | P01            |                  |
| Греция           | Сторожевой катер | Dilos            | Кирения             | P02            |                  |
| Италия           | Сторожевой катер | Corrubia         | Элефтериос Тсомакис | P03            |                  |
| Италия           | Сторожевой катер | Corrubia         | Никола Георгиу      | P04            |                  |
| Испания          | Катер            | Rodman 55        | Агатос              | Не имеет       | В подчинении OYK |
| Испания          | Катер            | Rodman 55        | Панагос             | Не имеет       | В подчинении OYK |
| ?                | Десантный катер  | Rotork           | Данных нет          | Не имеет       | В подчинении OYK |
| ?                | Десантный катер  | Rotork           | Данных нет          | Не имеет       | В подчинении OYK |
| ?                | Десантный катер  | Rotork           | Данных нет          | Не имеет       | В подчинении OYK |

Помимо этого ВМС располагают 11 пластико-надувными моторными катерами типа «Mostro» и «Barracuda», 3 мобильными береговыми батареями противокорабельных систем «Exoset» (в каждой батарее по 1х2 ПУ ПКР, 1 РЛС, 1 МЗ), береговыми РЛС и отдельным подразделением боевых пловцов (OYK).
Основным пунктом базирования боевых единиц ВМС Кипра является недавно оборудованная база «Генерал-лейтенант Евангелос Флоракис», неподалёку от приморского поселка Зиги.
Согласно последним публикациям греческой прессы, Израиль предложил Кипру значительно усилить свои ВМС постройкой 2х кораблей с дальностью действия до 3200 морских миль, максимальной скоростью 32 уз., вооруженными скорострельными артиллерийскими орудиями, противокорабельными и противовоздушными ракетными системами и вертолетной площадкой.

### Командующие ВМС
- Капитан Николас Георгиу - 09.2000 г. -10.07.2002 г. (погиб в авиакатастрофе)
- Капитан Евангелос Валвис - 07.2002 г. - 20.08.2008 г.
- Капитан Андреас Иоаннидис - с 20.08.2008 г. – 11.07.2011 г. (погиб во время взрыва склада боеприпасов на ВМБ «Евангелос Флоракис»[5])
- Капитан Георг Питсиакос - с 11.07.2011 г.

## Флаги кораблей и судов
- Флаг кораблей и судов
- Гюйс кораблей и судов ВМС Кипра

## Портовая и морская полиция Кипра (или Береговая Охрана)
На Портовую и Морскую полицию Кипра возложены следующие задачи:
- Безопасность портов, территориальных вод и береговой линии
- Борьба с терроризмом
- Борьба с пиратством
- Борьба с перевозками наркотиков
- Борьба с нелегальной миграцией
- Борьба с контрабандой
- Борьба с незаконным рыболовством
- Морская безопасность
- Поиск и спасение

Все катера Портовой и Морской полиции Кипра на своих бортах имеют буквенные префиксы PV- (Patrol Vessel — патрульное судно) и PL- (Patrol Launch — патрульный/полицейский катер)

### Катера Портовой Полиции Кипра[6][7][8]
| Страна постройки                      | Тип               | Класс     | Наименование | Бортовой номер |
| ------------------------------------- | ----------------- | --------- | ------------ | -------------- |
| Флаг Югославии (1945—1991)            | Патрульный катер  | FAC-23    | Посейдон     | PV-20          |
| Флаг Югославии (1945—1991)            | Патрульный катер  | FAC-23    | Эвагорас     | PV-21          |
| Флаг Израиля                          | Патрульный катер  | Shaldag   | Одисеус      | PV-22          |
| Флаг Италии                           | Патрульный катер  | Corrubia  | Тисеас       | PV-23          |
| Флаг Италии                           | Патрульный катер  | Corrubia  | Онисилос     | PV-24          |
| Флаг Франции                          | Полицейский катер | Plascoa   | Афродита     | PL-1           |
| Флаг Франции                          | Полицейский катер | Plascoa   | Кимон        | PL-2           |
| Германская Демократическая Республика | Полицейский катер | SAB-12    | Дионисос     | PL-11          |
| Германская Демократическая Республика | Полицейский катер | SAB-12    | Курион       | PL-12          |
| Германская Демократическая Республика | Полицейский катер | SAB-12    | Иларион      | PL-13          |
| Германская Демократическая Республика | Полицейский катер | SAB-12    | Карпасия     | PL-14          |
| Германская Демократическая Республика | Полицейский катер | SAB-12    | Акамас       | PL-15          |
| Флаг Кипра                            | Моторный катер    | Astrapi V | Астрапи 30   | не имеет       |
| Флаг Кипра                            | Моторный катер    | Astrapi V | Астрапи 31   | не имеет       |
| Флаг Кипра                            | Моторный катер    | Astrapi V | Астрапи 32   | не имеет       |
| Флаг Кипра                            | Моторный катер    | Astrapi V | Астрапи 33   | не имеет       |
| Флаг Кипра                            | Моторный катер    | Astrapi V | Астрапи 34   | не имеет       |
| Флаг Кипра                            | Моторный катер    | Astrapi V | Астрапи 35   | не имеет       |

Согласно последним материалам кипрской прессы в 2010 году ожидается поступление ещё 2-х скоростных патрульных катеров  для нужд Морской полиции, а в целом предполагается строительство 6-и катеров как для нужд Морской полиции так и ВМС страны .